# رانو باني
رانو باني هي منطقة جذب سياحية في شكل بحيرة بركانية تقع في قرية رانو باني بمقاطعة سيندرو في منطقة وصاية لوماجانغ في جاوة الشرقيةجاوة الشرقية، وهي جزء من منتزه برومو تينغر سيميرو الوطني. كانت مساحة رانوا باني في البداية حوالي الهكتار الواحد ولكن الآن بسبب الترسيب السريع أصبحت تقدر ب 0.75 هكتار فقط، كما يبلغ عدد سكان رانو باني حوالي 2000 شخص.

## التاريخ

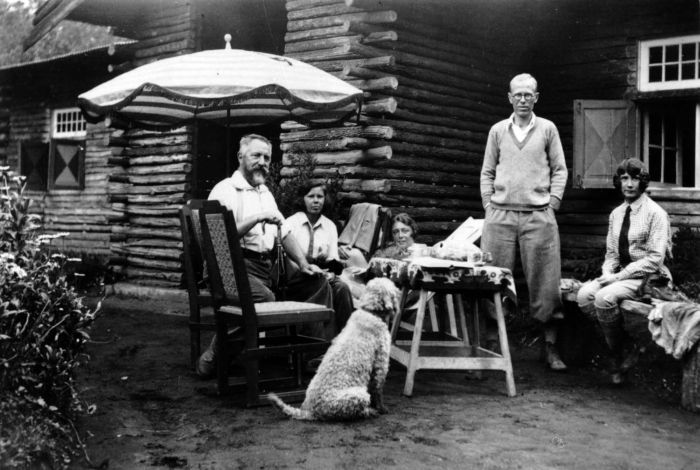
عائلة مزارع هولندي في رانوباني عام 1933

كانت المنطقة التي تدعى حالياً بقرية رانو باني أرضًا تديرها إحدى العائلات الهولندية خلال الفترة الاستعمارية وكانت إدارة الأراضي في جاوة تعود للأسر الأوروبية حيث كان ذلك شائع جدًا في ذلك الوقت كما كانت إدارة جزء من الأراضي في هضبة إيانغ-ارغابورا يعود لعائلة ليدوبوير في عام 1916، أدى استقلال إندونيسيا في عام 17 أغسطس 1945 إلى نزوح الهولنديين في أنحاء مختلفة من البلاد، وإلى الإفراج عن الأصول للحكومة الجمهورية الإندونيسية ومع مرور الوقت عاش العديد من المهاجرين في مناطق مختلفة في القرية وخاصة (سينداورو وسنغوساري  ومالانغ ونغاداس).
حالياً توجد قريتان صغيرتان في قرية رانوباني وهما جيدوكاسو (سيدودادي) وبيساران وهي إحدى القرى المحصورة داخل منطقة منتزه  برومو تينغر سيميرو الوطنية وتحاط بالمنطقة السكنية في رانو باني بالأراضي الزراعية التي تشمل سكليس في الشمال، أمبرونج في الغرب، روندو كونينج في الشرق، سوروبوتونج في الشمال الشرقي، محميات في الجنوب وديمبوك في الجنوب الغربي.   
تتكون منطقة بيساران من 3 مناطق إدارية بينما منطقة جيدوكاسو تتكون من 4 مجموعات من احياء كما فصلت حكومة وصاية لوماجانغ قرية رانوباني عن قرية ارغوساري الرئيسية بوضع الاعداد النهائية للقرية في عام 1999.

## جغرافيا

### الطقس
المناخ في رانو باني دافئ ومعتدل صيفًا وممتدًا من شهر نوفمبر حتى مارس., كما أنه يسجل غزارة بالأمطار. يبدأ فصل الشتاء من شهر يونيو إلى سبتمبر وهو جاف نسبياً مع درجة الحرارة وفي الليل غالباً يكون تحت الصفر مئوية. يحدث الصقيع باستمرار ويندر ملاحظة الثلوج الخفيفة. وفقاً لتصنيف كوبن وغاير فهذا الطقس يصنف بمناخ تنوع المرتفعات شبه الاستوائية/مناخ محيطي شبه قطبي، حيث يبلغ متوسط درجة الحرارة 13.1مئوية وكما يبلغ معدل هطول الامطار السنوية هو 1918 ملم.
| البيانات المناخية لـرانو باني ، منتزه برومو تينغر سيميرو الوطني (elevation 2,114 متر أو 6,936 قدم) | البيانات المناخية لـرانو باني ، منتزه برومو تينغر سيميرو الوطني (elevation 2,114 متر أو 6,936 قدم) | البيانات المناخية لـرانو باني ، منتزه برومو تينغر سيميرو الوطني (elevation 2,114 متر أو 6,936 قدم) | البيانات المناخية لـرانو باني ، منتزه برومو تينغر سيميرو الوطني (elevation 2,114 متر أو 6,936 قدم) | البيانات المناخية لـرانو باني ، منتزه برومو تينغر سيميرو الوطني (elevation 2,114 متر أو 6,936 قدم) | البيانات المناخية لـرانو باني ، منتزه برومو تينغر سيميرو الوطني (elevation 2,114 متر أو 6,936 قدم) | البيانات المناخية لـرانو باني ، منتزه برومو تينغر سيميرو الوطني (elevation 2,114 متر أو 6,936 قدم) | البيانات المناخية لـرانو باني ، منتزه برومو تينغر سيميرو الوطني (elevation 2,114 متر أو 6,936 قدم) | البيانات المناخية لـرانو باني ، منتزه برومو تينغر سيميرو الوطني (elevation 2,114 متر أو 6,936 قدم) | البيانات المناخية لـرانو باني ، منتزه برومو تينغر سيميرو الوطني (elevation 2,114 متر أو 6,936 قدم) | البيانات المناخية لـرانو باني ، منتزه برومو تينغر سيميرو الوطني (elevation 2,114 متر أو 6,936 قدم) | البيانات المناخية لـرانو باني ، منتزه برومو تينغر سيميرو الوطني (elevation 2,114 متر أو 6,936 قدم) | البيانات المناخية لـرانو باني ، منتزه برومو تينغر سيميرو الوطني (elevation 2,114 متر أو 6,936 قدم) | البيانات المناخية لـرانو باني ، منتزه برومو تينغر سيميرو الوطني (elevation 2,114 متر أو 6,936 قدم) |
| الشهر                                                                                              | يناير                                                                                              | فبراير                                                                                             | مارس                                                                                               | أبريل                                                                                              | مايو                                                                                               | يونيو                                                                                              | يوليو                                                                                              | أغسطس                                                                                              | سبتمبر                                                                                             | أكتوبر                                                                                             | نوفمبر                                                                                             | ديسمبر                                                                                             | المعدل السنوي                                                                                      |
| -------------------------------------------------------------------------------------------------- | -------------------------------------------------------------------------------------------------- | -------------------------------------------------------------------------------------------------- | -------------------------------------------------------------------------------------------------- | -------------------------------------------------------------------------------------------------- | -------------------------------------------------------------------------------------------------- | -------------------------------------------------------------------------------------------------- | -------------------------------------------------------------------------------------------------- | -------------------------------------------------------------------------------------------------- | -------------------------------------------------------------------------------------------------- | -------------------------------------------------------------------------------------------------- | -------------------------------------------------------------------------------------------------- | -------------------------------------------------------------------------------------------------- | -------------------------------------------------------------------------------------------------- |
| متوسط درجة الحرارة الكبرى °م (°ف)                                                                  | 17.2 (63.0)                                                                                        | 17.4 (63.3)                                                                                        | 17.6 (63.7)                                                                                        | 17.4 (63.3)                                                                                        | 17.3 (63.1)                                                                                        | 16.9 (62.4)                                                                                        | 16.3 (61.3)                                                                                        | 16.5 (61.7)                                                                                        | 16.9 (62.4)                                                                                        | 17.6 (63.7)                                                                                        | 17.4 (63.3)                                                                                        | 17.3 (63.1)                                                                                        | 17.2 (62.9)                                                                                        |
| المتوسط اليومي °م (°ف)                                                                             | 13.5 (56.3)                                                                                        | 13.6 (56.5)                                                                                        | 13.9 (57.0)                                                                                        | 13.5 (56.3)                                                                                        | 13.2 (55.8)                                                                                        | 12.7 (54.9)                                                                                        | 11.8 (53.2)                                                                                        | 11.9 (53.4)                                                                                        | 12.3 (54.1)                                                                                        | 13.3 (55.9)                                                                                        | 13.8 (56.8)                                                                                        | 13.6 (56.5)                                                                                        | 13.1 (55.6)                                                                                        |
| متوسط درجة الحرارة الصغرى °م (°ف)                                                                  | 9.9 (49.8)                                                                                         | 9.8 (49.6)                                                                                         | 10.3 (50.5)                                                                                        | 9.7 (49.5)                                                                                         | 9.2 (48.6)                                                                                         | 8.5 (47.3)                                                                                         | 7.3 (45.1)                                                                                         | 7.4 (45.3)                                                                                         | 7.8 (46.0)                                                                                         | 9 (48)                                                                                             | 10.2 (50.4)                                                                                        | 9.9 (49.8)                                                                                         | 9.1 (48.3)                                                                                         |
| الهطول مم (إنش)                                                                                    | 290 (11.4)                                                                                         | 330 (13.0)                                                                                         | 346 (13.6)                                                                                         | 183 (7.2)                                                                                          | 105 (4.1)                                                                                          | 63 (2.5)                                                                                           | 36 (1.4)                                                                                           | 14 (0.6)                                                                                           | 19 (0.7)                                                                                           | 72 (2.8)                                                                                           | 143 (5.6)                                                                                          | 317 (12.5)                                                                                         | 1٬918 (75.4)                                                                                       |
| المصدر: Climate-Data.org (temp & precip)                                                           | | | | | | | | | | | | | |

## السياحة
رانو باني هي بداية قانونية واسهل طريق للمتجولين في جبل سيميور، تعتبر رانو باني هي القرية الاخيرة  قبل التسلق لجبل سيميرو. يسكن القرية سكان قبيلة تانجر التي تقع على ارتفاع 2.100 فوق سطح البحر، في كل عام يقوم سكان القرية دائماً بتنظيف القرية ويقيمون طقوس اونان اونان بقيادة شامان التقليدية. سكان قرية رانو باني مثل قبيلة تينغر هم أحفاد سكان جاوة الأصليين الذين عاشوا في مملكة ماجاباهيت. يعمل بعض القرويون مرشدون لتسلّق جبل سيمور، كما يُعرَفون باسم الحمّالين.

يوفر الحمال خدمات نقل البضائع وتعريف المتسلقين بقمة الجبل وعادة ما تكون مهنة الحمال وظيفة متوراثة. حيث أن جميع الحمالين جبل سيمورو انضموا إلى المجتمع. سيمر المتسلقون الذين يذهبون لجبل سيمور ببحيرتين بالقرب من رانو باني وهما رانو رينجو التي تقع في قرى رانو باني ورانو كومبولو التي تقع على منحدر علوي تبعد حوالي 5 ساعات مشياً على الأقدام عن قرية رانو باني.

## المحافظة
تعتبر الأنشطة الزراعية هي إحدى عوامل تضييق في رانو باني، ويؤدي فتح التلال كأراضي زراعية إلى تعرية التربة حيث لا يمكن استبدال الأشجار الكبيرة بالمحاصيل الزراعية لمقاومة ذلك، بالإضافة إلى تراكم النفايات الي يلقيها عدد كبير من المتسلقين والزوار من خلالها أدت إلى خفض مستوى عمق البحيرة وحيث ان غالباً ما يقوم المتنزهين بحرق نفاياتهم، بلغ عمق بحيرة رانو باني سابقاً 12 متر وذلك في عام 1998 اما في عام 2013 أصبحت البحيرة ضحلة جداً حيث وصل عمق إلى 7 أمتار في وسط البحيرة. تعتبر الجهود المبذولة في تنظيف النباتات البرية غير مفعلة لذلك تم تنفيذ برنامج تحسين البيئة حول البحيرة وزارعة سياج حي على حدودها مع تسوية للحد من الترسبات ودخول النفايات إلى البحيرة، تعاون منتزه برومو تنغر سيميرو الوطني مع جامعة براويجايا ووكالة اليابان للتعاون الدولي في محاولة لاستعادة البحيرة لتصبح نظيفة كما كانت من قبل.

## روابط خارجية
- الموقع الرسمي لمتنزه برومو تينغر سيميرو الوطني
- حجز تذكرة للتنزه في جبل سيميرو
- حديقة برومو تنجر سيميرو الوطنية